# Iiro Viinanen
Pour les articles homonymes, voir Iiro (homonymie) et Viinanen.
Iiro Tahvo Juhani Viinanen (né le 27 septembre 1944 à Kuopio) est un homme politique finlandais,,. 

## Biographie
Iiro Viinanen obtient son bachelor de l'Université de technologie de Tampere en 1967 et son diplôme d'ingénieur  de l'Université de technologie d'Helsinki en 1974. 
Avant sa carrière politique, il est travailleur indépendant.
Iiro Viinanen est directeur général des assurances Pohjola (fi) de 1996 a 2000.
Iiro Viinanen a été membre du conseil d'administration de Nokia (1996-2001) puis vice-président (1996-2000), et membres des conseils d'administration de Kone (1997-2009), d'UPM-Kymmene (1996-2000), d'YIT (1996-2000), d'Instrumentarium (1998-1999), d'Orion (1997-2000) et de Finnair (1996-2002).

## Carrière politique
Iiro Viinanen est député Kok de la circonscription du Häme du
26 mars 1983 au 29 février 1996,.
Iiro Viinanen est Ministre des Finances des gouvernements Aho (26.04.1991–13.04.1995) et Lipponen I (13.04.1995–01.02.1996),.